# 코페트다그소나무밭쥐
코페트다그소나무밭쥐(Microtus paradoxus)는 비단털쥐과에 속하는 설치류의 일종이다. 투르크메니스탄의 토착종이다.